# Прощание с иллюзиями
«Прощание с иллюзиями» (англ. Parting With Illusions) — автобиографическая книга российского тележурналиста Владимира Владимировича Познера.

## О книге
Первоначально была написана на английском языке и издана в США издательством «Atlantic Monthly Press» в 1990 году, с подзаголовком «Выдающаяся жизнь и противоречивые взгляды ведущего советского телекомментатора» (англ. The extraordinary life and controversial views of the Soviet Union's leading commentator). Благодаря американской известности Познера в качестве ведущего советско-американских телевизионных мостов, книга получила широкий резонанс (в частности, в течение 12 недель книга держалась в списке бестселлеров газеты New York Times). По мнению рецензента «Los Angeles Times», однако, книга представляла собой «беззастенчивую саморекламу» (англ. unabashed self-promotion).
По признанию автора, он много лет раздумывал над тем, в каком виде книга могла бы быть представлена российскому читателю, лишь в 2008 году перевёл её на русский язык (снабдив текст двадцатилетней давности позднейшими комментариями) и лишь в 2012 году выпустил русское издание в свет. Книга вышла в Москве в издательстве «Астрель» при технической поддержке ООО «Издательство АСТ» (объявленный тираж 10 000 экземпляров), в книге использованы фото из личного архива автора. Оформление российского издания встретило резкую критику арт-директора издательства Penguin Books Пола Бакли: «Здесь всё — скучно. Фото скучное, шрифт скучный, макет скучный — кого может заинтересовать такая книга? В США она умерла бы медленной смертью».
Часть книги посвящена Анне Ивановне Зеленовой и её спасению Павловского дворца.
Книга с интересом была встречена российскими рецензентами, большинство откликов были не вполне однозначны. Так, Константин Мильчин отмечал:

В своих высказываниях автор, страдавший от цензуры, а больше даже от глупости начальства по обе стороны океана, традиционно осторожен. Впрочем, когда тема ему важна, он все-таки не стесняется в выражениях: если речь заходит, например, о роли церкви и религии, о расизме и гомофобии, о борьбе со СПИДом и её почти полном отсутствии в российском государстве. В остальном же Познер старается сглаживать острые углы и обходится без провокаций. Впрочем, кажется, причиной тому даже не предусмотрительность человека, пережившего несколько режимов. Познер — вечный апатрид, постоянно отвечающий на вопрос «кто ты?» и «чьих ты будешь». <…> Его книга интересна в первую очередь не воспоминаниями, а как попытка описать внутреннее устройство ушедшего в целом, но не до конца изжитого советского мира.

Напротив, рецензент журнала «TimeOut» полагает, что «соглашаться-то ты с ним соглашаешься, а читать его книгу все равно сложно. Дело в том, что Владимир Познер при всей своей космополитичности — до мозга костей советский журналист». Оправдывает познеровскую манеру изложения Владислав Толстов, поясняющий: «когда читаете „Прощание с иллюзиями“, надо помнить, что книга писалась в конце 80-х, и предназначалась для западного читателя, который практически ничего не знал о реалиях советской жизни. Отсюда и определенная дидактичность изложения, и объяснение бытовых подробностей, без которых российский читатель вполне мог бы обойтись».